# Roko Ukić
Roko-Leni Ukić (ur. 5 grudnia 1984 w Splicie) – chorwacki koszykarz, występujący na pozycjach rozgrywającego lub rzucającego obrońcy, reprezentant kraju, obecnie zawodnik KK Split.

## Kariera
Ukić urodził się i wychował się w Splicie, gdzie zaczął grać w koszykówkę, w młodzieżowych zespołach KK Splitu w 1992. Dwa razy został młodzieżowym mistrzem kraju, grając w drużynach kadetów i raz został wybrany MVP mistrzostw kadetów w 2000. W tym samym roku dołączył do pierwszego zespołu KK Splitu i grał tam do 2005. W drafcie NBA 2005 został wybrany przez Toronto Raptors w drugiej rundzie, ale ostatecznie wybrał grę w Saski Baskonii. Po spędzeniu sezonu w Baskonii przeniósł się do rywali – FC Barcelony, gdzie był rezerwowym rozgrywającym.
Latem 2007 przeniósł się do Włoch do Virtusu Romy na wypożyczenie, gdzie grał pod opieką trenera reprezentacji Chorwacji, Jasmina Repešy. Następnie opuścił Europę i przeszedł do NBA. Gdy w drugim sezonie został zwolniony przez Milwaukee Bucks, powrócił do Europy i podpisał kontrakt z Fenerbahçe Ülker. 17 czerwca 2010 podpisał dwuletni kontrakt.
17 lipca 2020 został zawodnikiem słoweńskiej KK Cedevity Olimpija Lublana.

## NBA
16 lipca 2008 podpisał trzyletnią umowę z drużyną NBA, Toronto Raptors. Podczas swojego pierwszego sezonu w NBA, wystąpił w 72 spotkaniach w roli rezerwowego rozgrywającego. Średnio grał 12 minut na mecz, rzucał 4 punkty i notował 2 asysty.
18 sierpnia 2009 Ukić został wymieniony razem z Carlosem Delfino na Amira Johnsona i Sonny'ego Weemsa do Milwaukee Bucks. 4 stycznia 2010 został zwolniony z kontraktu na własną prośbę, gdyż nie był zadowolony z roli jaką odgrywał w zespole.

## Osiągnięcia

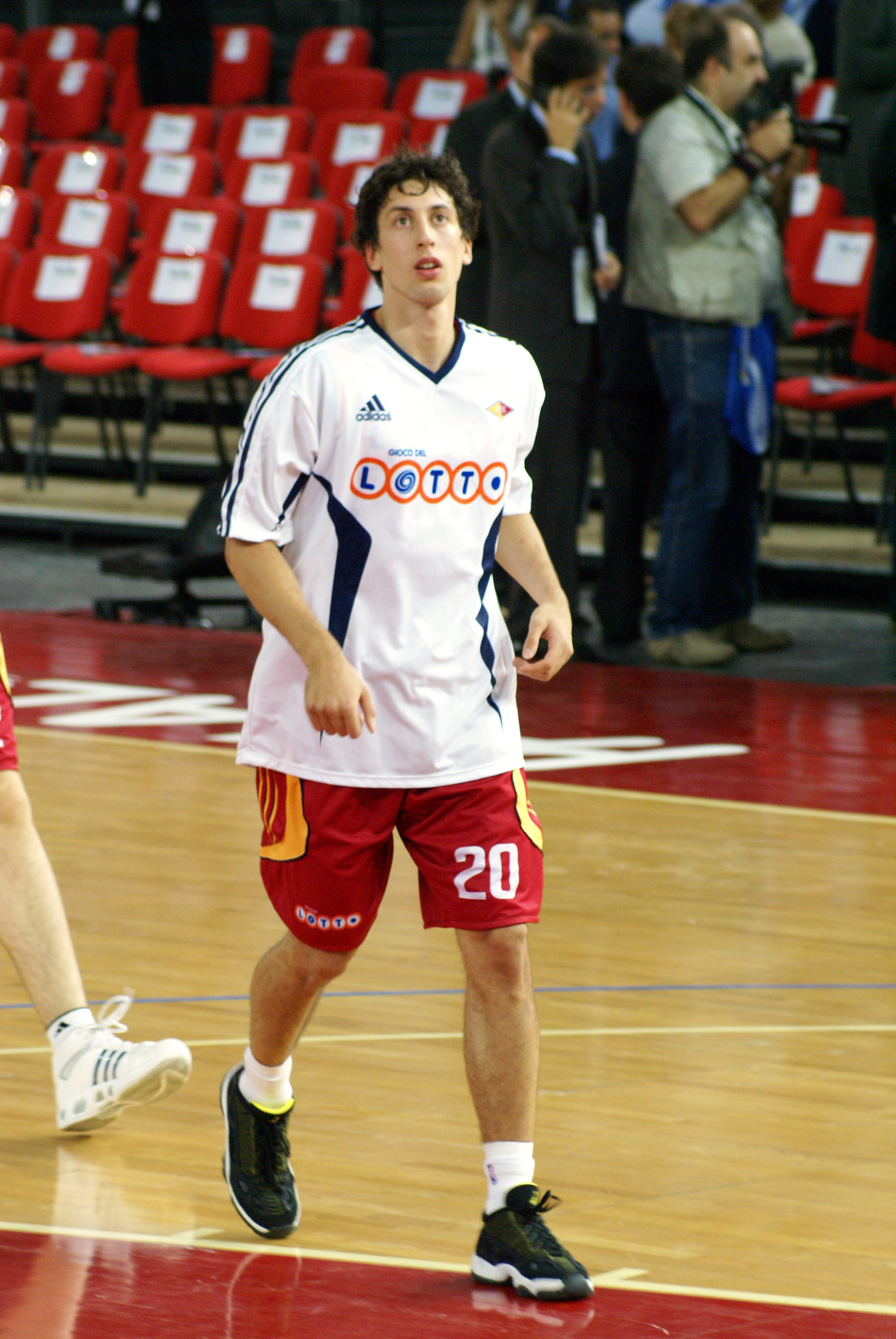
Roko-Leni Ukić w 2007.

Stan na 14 lutego 2021, na podstawie, o ile nie zaznaczono inaczej.

### Klubowe
- Mistrz
  - Turcji (2010, 2011)
  - Grecji (2013, 2014)
  - Chorwacji (2003, 2015, 2018)
- Wicemistrz:
  - Ligi Adriatyckiej (2015)
  - Hiszpanii (2006, 2007)
  - Chorwacji (2001)
  - Włoch (2008)
- 3. miejsce w Eurolidze (2006)
- Zdobywca:
  - pucharu:
    - Chorwacji (2004, 2015, 2018)
    - Hiszpanii (2006, 2007)
    - Turcji (2010, 2011)
    - Grecji (2013, 2014)

  - superpucharu:
    - ABA (2017)
    - Hiszpanii (2005)
    - Słowenii (2020)
- Finalista Pucharu Chorwacji (2021)[8]

### Indywidualne
- MVP:
  - pucharu Grecji (2013)
  - kolejki Euroligi (8 - TOP 16 - 2012/2013)
- Uczestnik meczu gwiazd:
  - ligi chorwackiej (2002, 2005)
  - Nike Hoop Summit (2004)
- Lider:
  - strzelców ligi chorwackiej (2005)
  - Ligi Adriatyckiej w:
    - asystach (2005)
    - przechwytach (2004)

### Reprezentacja
Seniorów
- Uczestnik:
  - igrzysk olimpijskich (2008 – 6. miejsce, 2016 – 5. miejsce)
  - mistrzostw:
    - świata (2010 – 14. miejsce, 2014 – 10. miejsce)
    - Europy (2005 – 7. miejsce, 2007 – 6. miejsce, 2009 – 6. miejsce, 2013 – 4. miejsce, 2015 – 9. miejsce, 2017 – 10. miejsce)

  - kwalifikacji do Eurobasketu (2003 – 11. miejsce, 2013 – 4. miejsce)
- Zwycięzca kwalifikacji olimpijskich (2016)

Młodzieżowe
- Mistrz Europy U–18 (2002)
- Uczestnik mistrzostw świata U–19 (2004 – 4. miejsce)